# Mokré
Mokré település Csehországban, Rychnov nad Kněžnou-i járásban. Mokré Opočno, České Meziříčí, Přepychy és Očelice településekkel határos. Lakosainak száma 177 fő (2024. január 1.).

## Népesség
A település lakosságának változását az alábbi diagram mutatja:
| Lakosok száma | 374  | 413  | 397  | 297  | 206  | 169  | 146  | 158  | 172  | 177  |
|               | 1869 | 1900 | 1921 | 1961 | 1980 | 2011 | 2016 | 2019 | 2021 | 2024 |